# کوه پاکا
کوه پاکا (به اسپانیایی: Paca) یک کوه در پرو است که در Peru, Lima Region واقع شده‌است. کوه پاکا ۵٬۵۱۰ متر بالاتر از سطح دریا واقع شده‌است.